# Mönchevahlberg
 (octobre 2020).
Mönchevahlberg est un village de la commune de Dettum dans l'arrondissement de Wolfenbüttel, Land de Basse-Saxe.

## Toponymie
Il y a trois villages du nom de Vahlberg, qui sont situés sur l'Asse, une chaîne de collines dans l'arrondissement de Wolfenbüttel. Outre Mönchevahlberg, il s'agit de Klein Vahlberg et Groß Vahlberg, qui, avec le village de Berklingen, forment la commune de Vahlberg.
Il y a aussi le petit quartier de Mönchevahlberg-Zuckerfabrik, qui est à mi-chemin de Dettum et est incorporé avec Mönchevahlberg à Dettum. Les passagers des chemins de fer trouveront le hameau où seuls quelques vestiges structurels rappellent l'ancienne usine sucrière, à la halte de Dettum sur la ligne de Wolfenbüttel à Schöppenstedt.
L'abbaye Saint-Gilles de Brunswick possédait une ferme aux débuts de Mönchevahlberg. C'est probablement de là que vient le nom du village.
"Fal", à l'origine de toponymes, signifie « couleur terre ». En 1528, le village est mentionné pour la première fois sous le nome de « Moneke Vahlberge ».

## Histoire
On pense que Mönchevahlberg est fondée par des agriculteurs et des chasseurs. L'endroit est mentionné pour la première fois en 1134.
Après la Réforme, la ferme des moines est prêtée à l'université d'Helmstedt et la plupart des revenus générés sont reversés à la caserne des étudiants de l'université à partir de 1576.
L'ancienne métairie du village possède un bergfried de trois étages avec de hauts pignons et des bâtiments de cour. Les bâtiments de la cour sont datés de 1463 et 1760 par des inscriptions.
Le 1er mars 1974, Mönchevahlberg est incorporé dans la commune de Dettum.

## Source, notes et références
- (de) Cet article est partiellement ou en totalité issu de l’article de Wikipédia en allemand intitulé « Mönchevahlberg » (voir la liste des auteurs).

1. ↑  (de) Statistisches Bundesamt, Historisches Gemeindeverzeichnis für die Bundesrepublik Deutschland. Namens-, Grenz- und Schlüsselnummernänderungen bei Gemeinden, Kreisen und Regierungsbezirken vom 27.5.1970 bis 31.12.1982, 1983 (ISBN 3-17-003263-1), p. 273